# Araujia stuckertiana
Araujia stuckertiana är en oleanderväxtart. Araujia stuckertiana ingår i släktet Araujia och familjen oleanderväxter.

## Underarter
Arten delas in i följande underarter:
- A. s. grandiflora
- A. s. stuckertiana